# MetOp-SG
MetOp-SG (MetOp segona generació) és una família de satèl·lits meteorològiques col·locades en òrbita polar heliosíncrona i desenvolupats conjuntament per l'Agència espacial europea (ESA) i EUMETSAT que han de prendre la continuació a partir de 2023 dels satèl·lits MetOp. Aquests satèl·lits de més de 4 tones circulant sobre una òrbita polar han d'emportar diversos instruments proporcionant dades operatives per als serveis meteorològics i la vigilància del clima. Dos tipus de satèl·lit han de ser construïts per la societat EADS Astrium Satellites i han d'estar posats en òrbita a partir de 2023.

## Context
L'Organització europea per a l'explotació dels satèl·lits meteorològics (EUMETSAT) disposa l'any 2017 de tres satèl·lits meteorològics MetOp posats en òrbita polar llançats l'any 2006, 2012 i 2016. Aquests satèl·lits proporcionen de manera contínua dades utilitzades per a les previsions meteorològiques a mitjà i llarg termini i la vigilància del clima fins a l'any 2022. Aquests satèl·lits com els satèl·lits meteorològics en òrbita geoestacionària són concebuts i gestionats per l'Agència espacial europea mentre el EUMETSAT és encarregat de l'explotació de les dades recollides. Aquestes dues organitzacions decideixen l'any 2011 de desenvolupar una nova generació de satèl·lits polars destinats a reemplaçar els MetOp. Contràriament a la primera generació constituïda de satèl·lits idèntics, la coberta espacial serà assegurada a partir de 2023 per dos satèl·lits diferents (A i B) perquè emportant dues sèries d'instruments efectuant mesures complementàries. El projecte és aprovat pel consell del EUMETSAT l'any 2012 i el desenvolupament dels satèl·lits és llançat el 20 de maig de 2014 en el transcurs del Saló aeronàutic internacional de Berlín. Els satèl·lits de tipus A han de ser construïts per l'establiment de Tolosa a França de la societat Airbus Defence and Space mentre els satèl·lits de tipus B ho seran pel lloc de Friedrichshafen a l'Alemanya. A l'octubre del mateix any un contracte preveient la construcció de 3 parells de satèl·lits A/B és signat.

## Objectius
El conjunt dels satèl·lits MetOp-SG constitueix la EPS-SG (Eumetsat Polar System - Segon Generació) que representa  la contribució europea al Junt Polar System (JPS) format amb els satèl·lits meteorològics americans de la NOAA posats en òrbita polar. Els satèl·lits meteorològics actualment en òrbita polar europeus (EUMETSAT: MetOp) i americans (NOAA) compten per a 45% en la reducció dels errors de previsió a 1 dia dels models de previsió digital del temps. Aquest paper central resulta de la seva coberta global de la superfície i de la gran varietat d'instruments embarcats. Els generadors d'imatges infraroig i microones emportats per aquests satèl·lits tenen d'altra banda un paper central en les previsions a molt curt termini dels fenòmens meteorològics violents desenrotllant-se a les latituds elevades. Aquests papers són represos per la nova generació de satèl·lit que hauria de ser utilitzada durant aproximadament 20 anys (de 2023 a 2040).

## Característiques tècniques
Els satèl·lits tenen una massa d'aproximadament 4 tones són de dos tipus. Difereixen a la vegada pels instruments embarcats i per les característiques de la seva plataforma.

### Tipus A

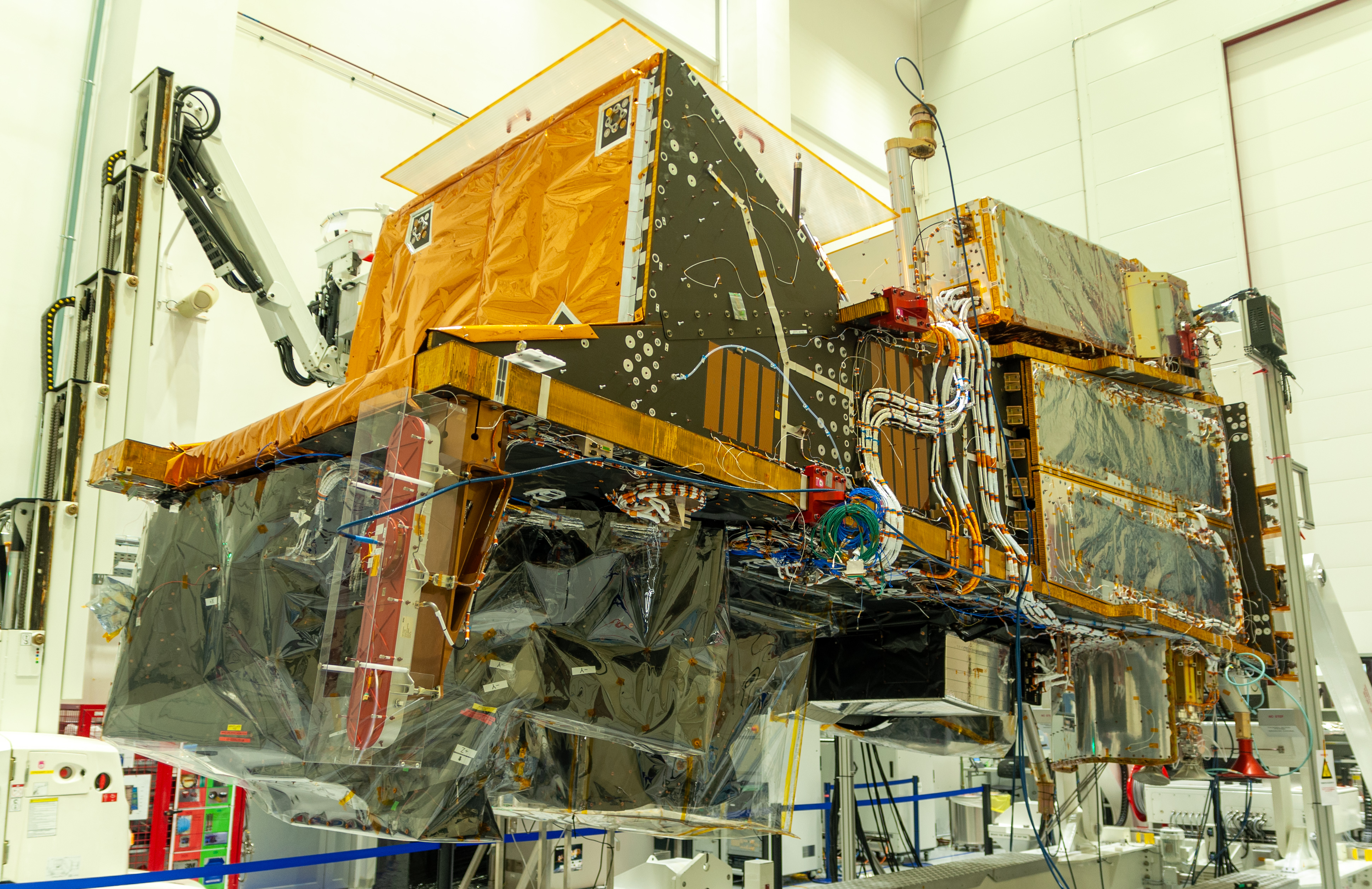
Primer exemplar de MetOp-SG A.

El tipus A proporciona imatges, embarca sondes d'infraroig i microones, un instrument permetent cartografiar els aerosols així com l'espectròmetre Sentinel-5. Embarca els instruments METimage, IASI-NG, MWS, Sentinel-5, 3MI i RO.
El tipus A té una massa de 4,4 tones i emporta 684 quilograms d'ergols que proporcionen un delta-V de 325,8 m/s. 68% dels ergols són reservats a la desòrbita. Les seves dimensions quan és emmagatzemat sota la còfia del llançador són 6,5 (+0,55) x 2,97 x 3,46 m. El satèl·lit és estabilitzat a 3 eixos amb els seus instruments apuntats en permanència cap a terra. L'energia és produïda per plaques solars que han de permetre satisfer un consum mitjana de 3,29 kilowatts. El control d'actitud utilitza 5 rodes de reacció. El satèl·lit disposa d'una memòria de massa d'una capacitat de 745 gigabits corresponent a les dades recaptades després d'1,5 òrbites. Les dades són transmeses cap a terra (connexió descendent) en banda Ka amb un dèbit de 781 megabits per segon (2 canals) i en banda X amb un dèbit de 80 megabits per segon. El volum mitjà de dades transmeses és de 65 megabits per segon sobre la cara il·luminada i de 27 megabits per segon sobre la cara nocturna. La durada de vida nominal és de 7,5 anys (9,5 anys si s'amplia).

### Tipus B

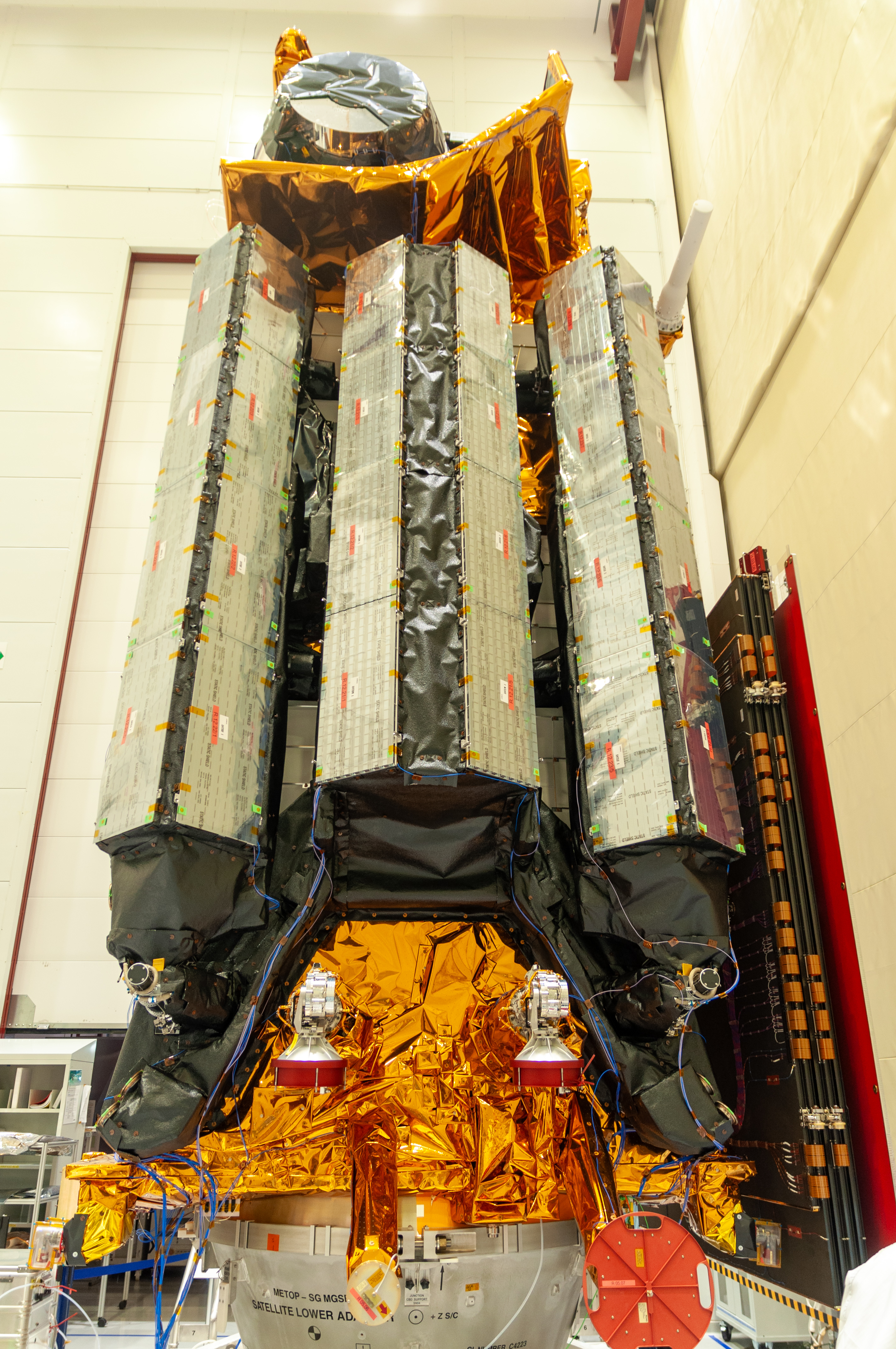
Primer exemplar de MetOp-SG B.

El tipus B proporciona imatges microones i mil·limètriques, emporta un difusòmetre i hostatja un sistema ARGOS. Embarca els instruments SCA, MWI, ICI, RO i Argos-4.
El tipus B una massa de 4,18 tones i emporta 659 quilograms d'ergols que proporcionen un delta-V de 325,8 m/s. 68% dels ergols són reservats a la desorbitació. Les seves dimensions quan és emmagatzemat sota la còfia del llançador són 6,1 (+0,55) x 2,91 x 3,43 m. El satèl·lit és estabilitzat a 3 eixos amb els seus instruments apuntats en permanència cap a terra. L'energia és produïda per plaques solars que han de permetre satisfer un consum mitjana de 2,4 kilowatts. El control d'actitud utilitza 6 rodes de reacció. El satèl·lit disposa d'una memòria de massa d'una capacitat de 745 gigabits corresponent a les dades recaptades després d'1,5 òrbites. Les dades són transmeses cap a terra (connexió descendent) en banda Ka amb un dèbit de 390,5 megabits per segon (1 canal) i en banda X amb un dèbit de 80 megabits per segon. El volum mitjà de dades transmeses és de 19 megabits per segon. La durada de vida nominal és de 7,5 anys (9,5 anys tan extensa).

### Càrrega útil
Els satèl·lits METOP embarquen 10 tipus d'instruments dels quals 6 són posats a punt en el marc del programa i 4 són proporcionats o desenvolupats en el marc d'altres programes:
- IASI-NG (Infrared Atmospheric Sounding Interferometer–New Generation): Interferomètre atmosfèric de sondeig en l'infraroig proporcionat pel CNES. Proporciona perfils de temperatura i d'humitat de l'atmosfera i controla les quantitats d'ozó i de gas a l'estat de traça.
- METimage (Meteorological Imager): generador d'imatges de visible i infraroig desenvolupat per l'Agença espacial alemanya. Proporciona informacions sobre els núvols, la coberta ennuvolada, les característiques de la superfície, la temperatura a terra, del gelat i de les aigües de superfície, etc.
- MWS (MicroWave Sounder): sonda d'hiperfreqüències. Proporciona perfils de temperatura i d'humitat de l'atmosfera.
- RO (Radio Occultation sounder): sonda d'ocultació de ràdio. Proporciona perfils de temperatura i d'humitat de l'atmosfera així com de les dades sobre la ionosfera.
- 3MI (Multi-viewing, Multi-channel, Multi-polarization Imager): proporciona informacions sobre els aerosols presents en l'atmosfera.
- Sentinel-5 / UVNS: espectròmetre i generador d'imatges ultravioleta/visible/infraroig proper determinant els gasos presents a l'estat de traça en l'atmosfera terrestre amb una resolució espacial mitjana. Aquest instrument és desenvolupat en el marc del programa Copernicus.
- SCA (SCAtterometer): difusòmetre que mesura els vents en superfície i la humitat del terra.
- MWI (MicroWave Imager): generador d'imatges de microones a diferents longituds d'ona, que permet mesurar les precipitacions així com la superfície del gel.
- ICI (Ice Cloud Imager): mesura el glaç present en els núvols.
- DCS (Data Collection System) Argos-4 proporcionat pel CNES. Recull i retransmet a les estacions a terra les dades enviades per les balises Argos.

## Galeria

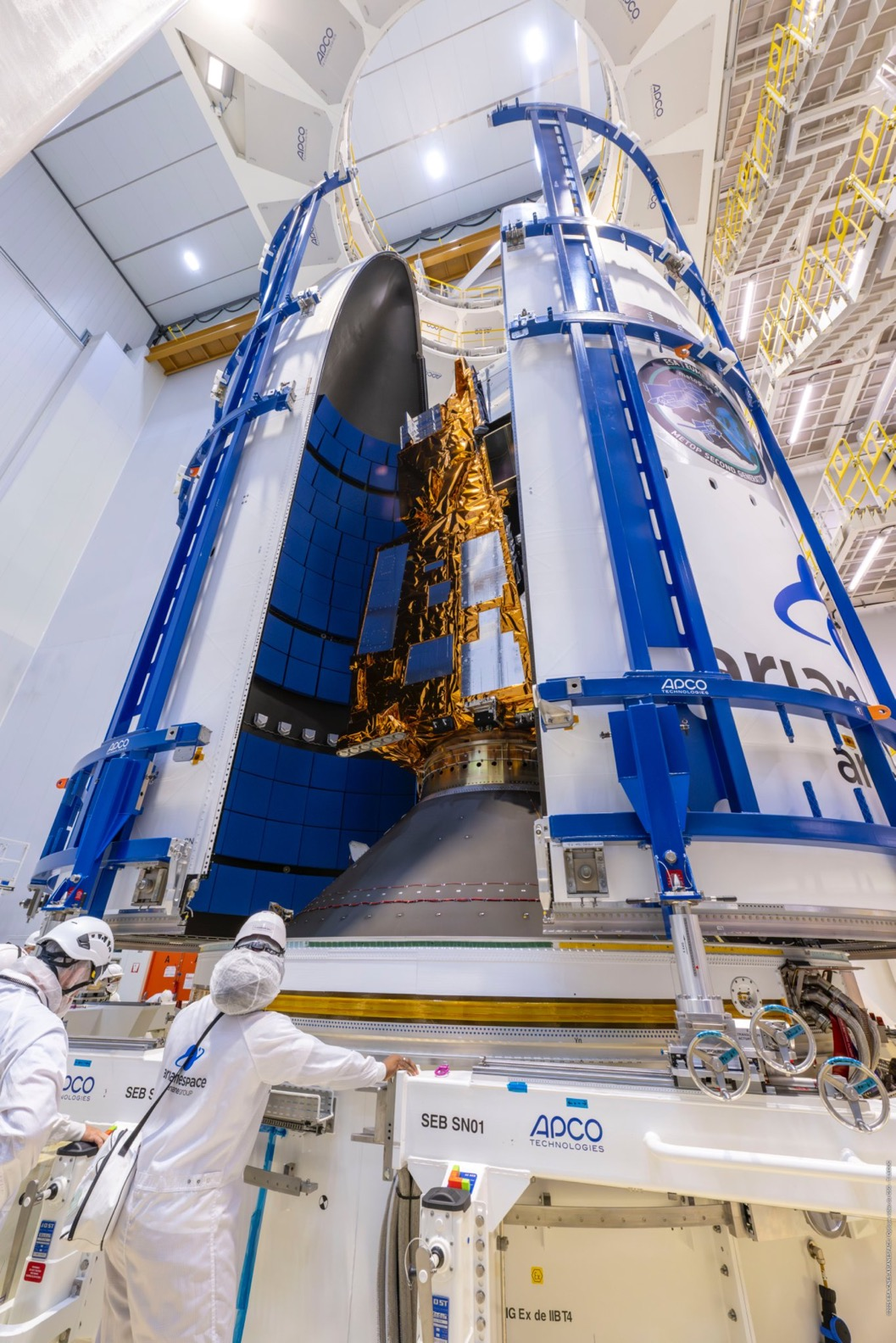
MetOp-SG A1 segellat a Kourou com a part del seu llançament.

## Desplegament
| Data i hora llançament (UTC)    | Designació  | Llançador | Massa    | Instruments                                 | Identificador COSPAR | Estat   | Notes |
| ------------------------------- | ----------- | --------- | -------- | ------------------------------------------- | -------------------- | ------- | ----- |
| 13 d'agost de 2025 a les 00:37h | Metop-SG A1 | Ariane 62 | 4.040 kg | METimage, IASI-NG, MWS, Sentinel-5, 3MI, RO |                      | Previst |       |
| Gener-març 2026                 | Metop-SG B1 | Ariane 62 | 4110 kg  | SCA, MWI, ICI, RO, ARGOS-4                  |                      | Previst |       |
| Abril-juny 2032                 | Metop-SG A2 |           |          | METimage, IASI-NG, MWS, Sentinel-5, 3MI, RO |                      | Previst |       |
| Gener-març 2033                 | Metop-SG B2 |           |          | METimage, SCA, MWI, ICI, RO, ARGOS-4        |                      | Previst |       |
| 2039                            | Metop-SG A3 |           |          | METimage, IASI-NG, MWS, Sentinel-5, 3MI, RO |                      | Previst |       |
| 2040                            | Metop-SG B3 |           |          | METimage, SCA, MWI, ICI, RO                 |                      | Previst |       |